# Chifres de Moisés

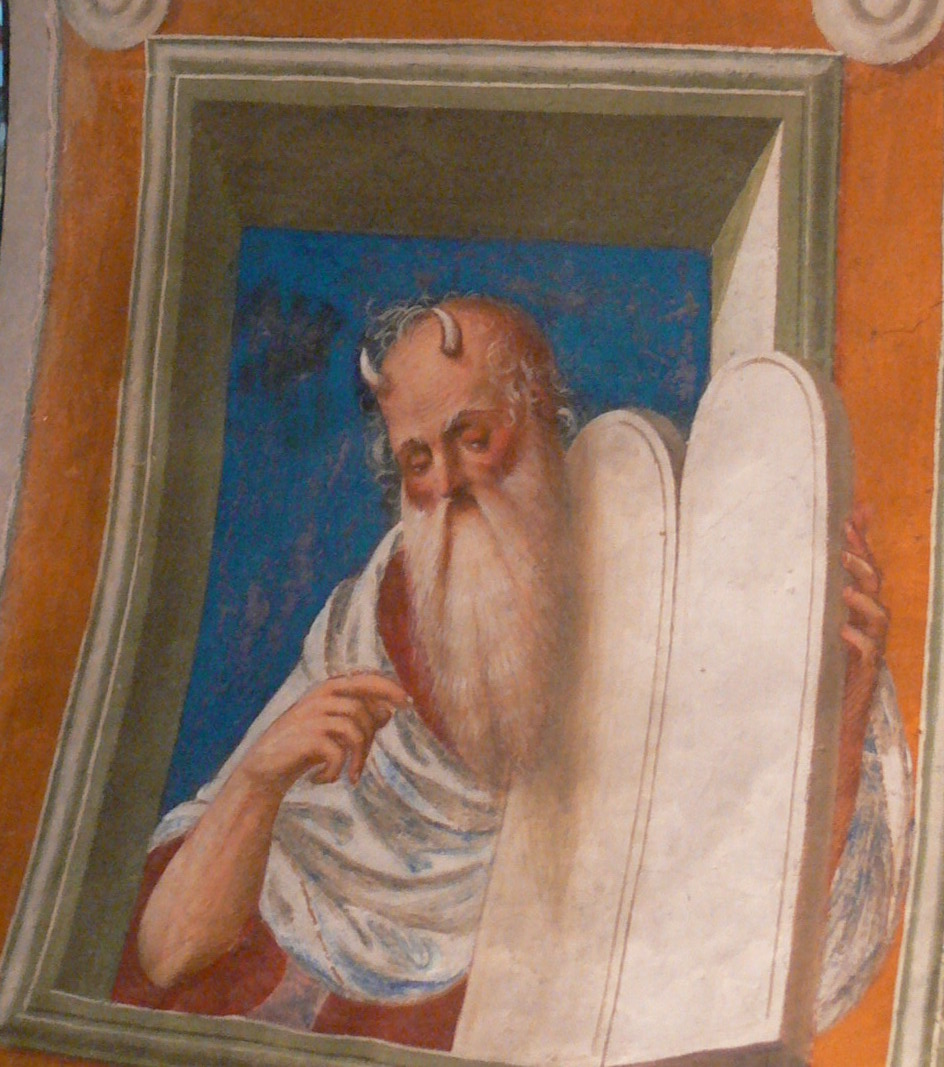
Afresco italiano, c. 1500

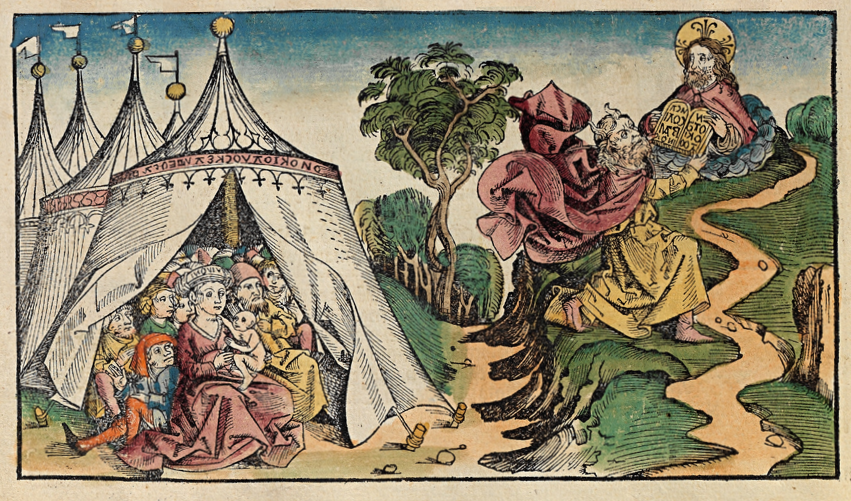
Moisés recebendo os Dez Mandamentos, Crônica de Nuremberg, 1493, xilogravura colorida

Os Chifres de Moisés (português brasileiro) ou Cornos de Moisés (português europeu) são uma convenção iconográfica comum no cristianismo latino na qual Moisés é representado como tendo um par de chifres em sua cabeça, mais tarde substituído por raios de luz. A ideia vem da tradução, ou da errônea tradução, de um termo hebraico na Bíblia Vulgata Latina de São Jerônimo, e mais tarde em traduções vernáculas. Moisés é descrito como "chifrudo", ou radiante, ou glorificado, após ver Deus que deu a ele as tábuas da lei no Livro do Êxodo. O uso do termo "chifrudo" para descrever Moisés vem antes de Jerônimo, e pode ser traçado até o estudioso grego judeu Áquila de Sinope, cujas traduções para o grego eram conhecidas por Jerônimo. O hebraico qāran pode ser um conceito alegórico de "glorificado", ou anéis de luz. Chifres tendem a ter uma acepção positiva no Antigo Testamento, e eram conhecidos pela antiga cultura do Oriente Médio, mas eram associados com forças negativas no Livro do Apocalipse do Novo Testamento. Essas considerações devem ter influenciado a escolha dos tradutores.
Moisés com chifres provavelmente apareceu na iconografia no século XI. Essas representações coexistiam junto com representações de Moisés sem chifres durante os períodos medieval e da Renascença. Muitas representações são positivas, representando-o como um profeta e um percursor de Jesus. Outras representações de Moisés, com e sem chifres, são conhecidas por terem uma conotação antissemita, especialmente durante o período medieval tardio, como no Mapa-Múndi de Hereford. Comparações entre judeus e demônios existiam, e a crença de que judeus tinham chifres desenvolveu-se, inclusive por meio da estrela amarela e de chapéus que eles tinham que usar; pode ter sido difícil que as imagens de Moisés com chifres e judeus com chifres tenham sido dissociadas na concepção popular. Moisés com chifres na iconografia pode ter reforçado a ideia de que judeus tinham chifres.

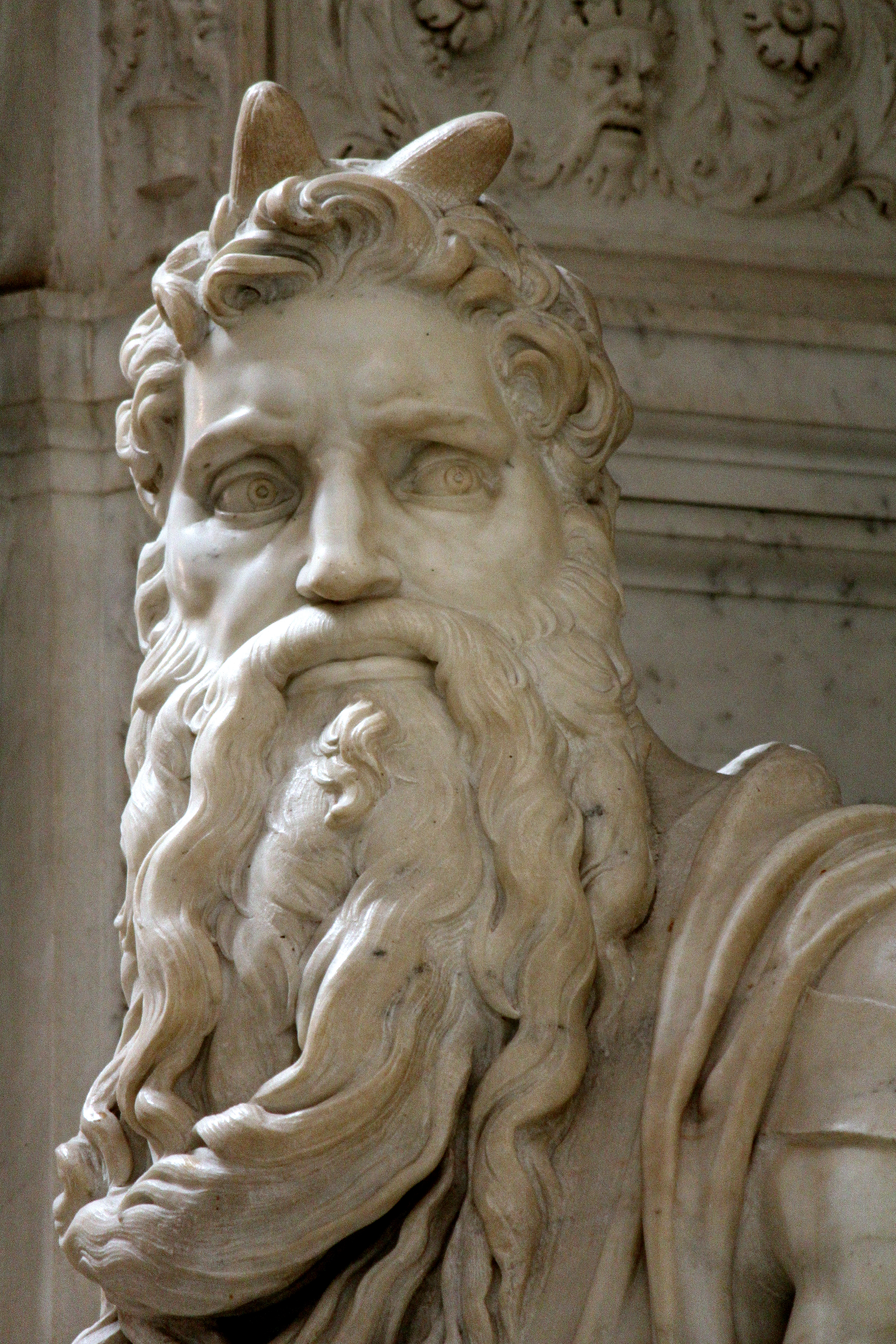
Moisés de Michelangelo, detalhando os chifres na sua cabeça.

O Moisés de Michelangelo com chifres de c. 1513-1515 marcou o fim da tradição da representação de Moisés com chifres, e é geralmente visto como uma representação positiva do profeta, se conter um elemento animalesco ou demótico. A ideia de que a Vulgata tinha traduções falhas espalharam-se no final da Idade Média, e em cerca de 1500 considerava-se em círculos de estudiosos de que "chifrudo" era uma tradução errônea. Os chifres foram substituídos por dois raios de luz, saindo da mesma parte da cabeça, como visto nos afrescos de Moisés de 1481-1482 na Capela Sistina ou na fonte de Mosesbrunnen em Berna, na Suíça. Isso permaneceu comum até o século XIX. Artistas frequentemente ignoravam a ideia de que os raios de Moisés foram dados a ele quando ele recebeu as tábuas da lei, e no final do século XIX representações de Moisés criança em cenas de sua infância onde ele foi representado com raios.

## Origem etimológica
As representações de Moisés com chifres derivam da descrição da face de Moisés na tradução da Vulgata Latina como "cornuta", isto é, chifrudo. Isto acontece pela tentativa de Jerônimo de traduzir o difícil termo hebraico original קָרַן, qāran (baseado na raiz, קֶרֶן qeren, que normalmente significa "chifre"); o termo é atualmente interpretado como significando "brilhante" ou "emitindo raios" (algo como chifres).
A visão atual é a de que Jerônimo cometeu um erro, mas atualmente argumenta-se que Jerônimo interpretou qeden como uma metáfora para "glorificado", baseado em outros comentários que ele escreveu, incluindo um que ele escreveu em Ezequiel, onde ele escreveu que a face de Moisés "tornou-se 'glorificada', ou como se diz em hebraico, 'chifruda'.". O uso do termo "chifrudo" é anterior a Jerônimo, e pode ser encontrado em traduções que ele conhecia e com as quais trabalhou, especialmente a tradução de Áquila do hebraico para o grego; outras traduções usadas continham o termo "glorificado". Medjuck argumentou que "chifrudo" era uma metáfora ou um conceito alegórico que representava a glória tanto nas traduções de Jerônimo e nas judaicas, com as quais Jerônimo era familiarizado.

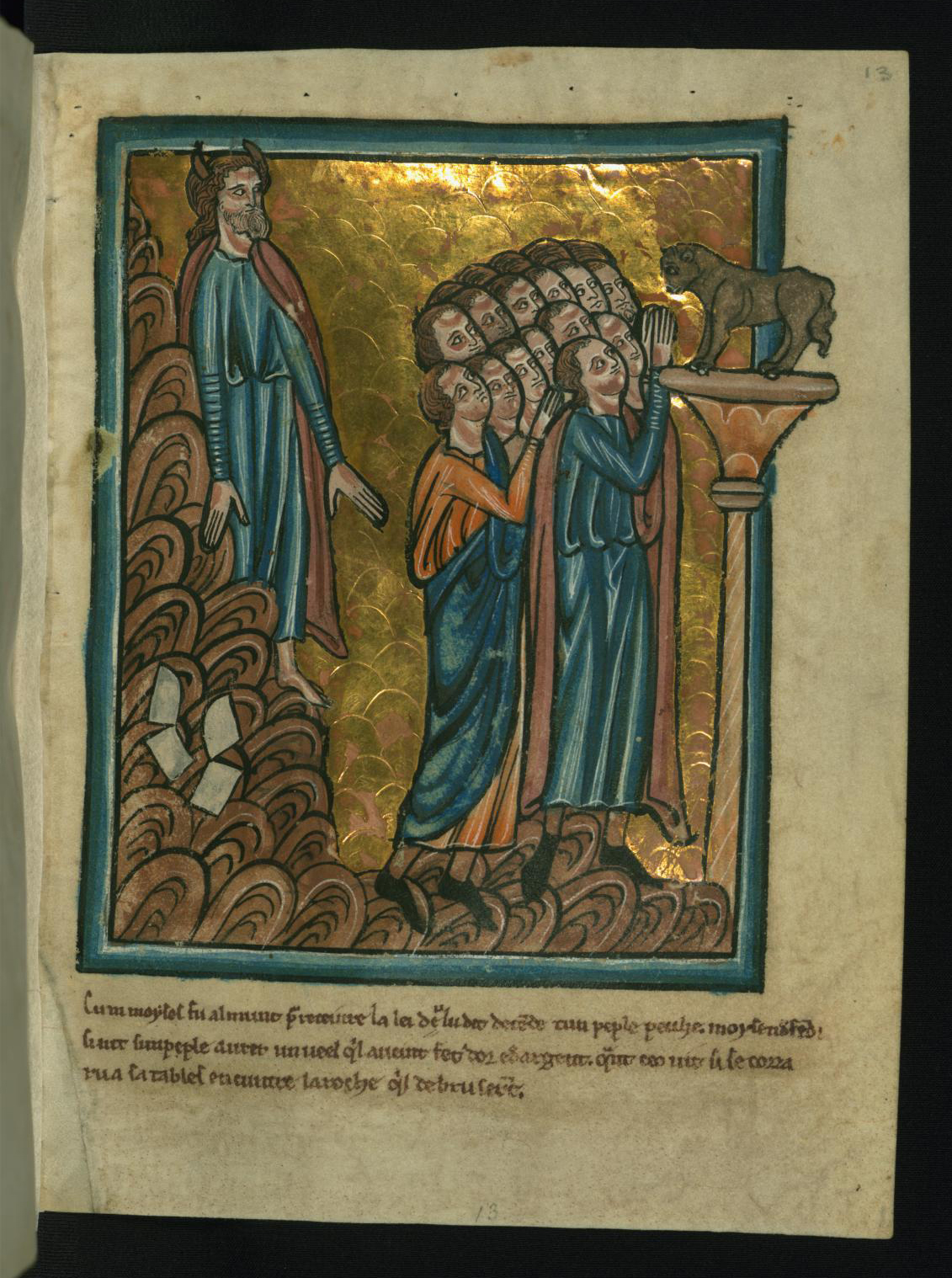
Moisés com chifres, com o Bezerro de Ouro, num manuscrito iluminado do século XIII, de William de Brailes

Outras interpretações de que querem também representava "anéis de luz" porque Moisés tornou-se iluminado depois de sua jornada. A Septuaginta Grega, que Jerônimo também conhecia, traduz o versículo como "Moisés não sabia que a aparência da pele de sua face foi glorificada.". Teólogos medievais e estudiosos acreditavam que Jerônimo queria expressar a glorificação da face de Moisés, com o uso da palavra latina "chifrudo". O entendimento que o termo original era difícil e que não significava "chifres" desenvolveu-se durante a Renascença.

## Na arte medieval

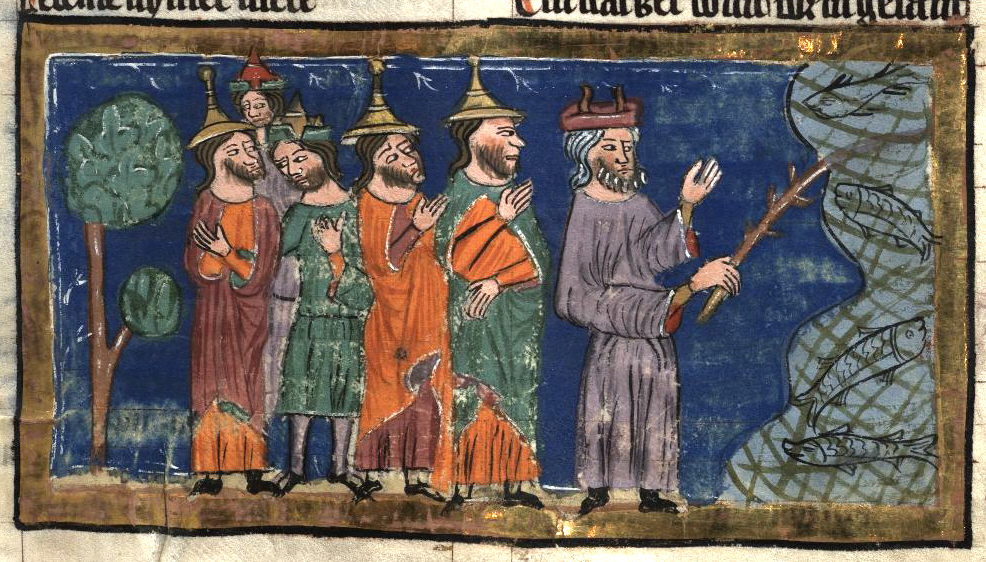
Moisés racha a rocha, 1350-1375.

Apesar de Jerônimo ter concluído a Vulgata no final do século IV, diz-se que as primeiras aplicações conhecidas da sua linguagem literal da Vulgata são encontradas em numerosas imagens do Hexateuco em inglês antigo (Biblioteca Britânica, Cotton MS Claudius B.i.v.) um manuscrito ricamente ilustrado da tradução do inglês antigo feito antes de aproximadamente 1050. Mellinkoff argumenta que a arte inglesa dessa época era inovadora, então a interpretação e a representação de Moisés seria mantida com outras novas ideias encontradas nessa época. Ela também argumenta que é importante que a representação estivesse em um texto vernáculo, como uma representação literal da tradução do Antigo Testamento, gehyrned, ou "chifrudo", e que os artistas ingleses antigos não eram "estudiosos", e que os artistas do inglês antigo não eram "acadêmicos", ou seja, não estavam necessariamente familiarizados com as tradições acadêmicas que podem tê-los levado a retratar Moisés de forma diferente. Entretanto, é normalmente sugerido que essas representações derivam de um manuscrito mais antigo da Cantuária, que agora está perdido. Herbert Broderick sugere que este antigo protótipo se baseou em ideias sobre liderança carismática que existiam no Egito helenístico, e os chifres estavam nessas imagens, como chifres de poder e santidade.
Durante os séculos seguintes, ou mais, as evidências de outras imagens de um Moisés com chifres são escassas, embora as imagens sobreviventes dele sejam geralmente poucas. Por volta de 1120, ela reaparece em manuscritos ingleses como a Bíblia Bury e o Saltério Shaftesbury, bem como em uma Bíblia austríaca. Essas primeiras imagens respeitam o momento da mudança na aparência de Moisés, mostrando-o sem chifres antes de descer do Monte Sinai.  Depois, essas imagens proliferaram-se e podem ser encontradas, por exemplo, nos vitrais da Catedral de Chartres, da Sainte-Chapelle e da Catedral de Notre Dame, mesmo que Moisés continuasse a ser retratado muitas vezes sem chifres.

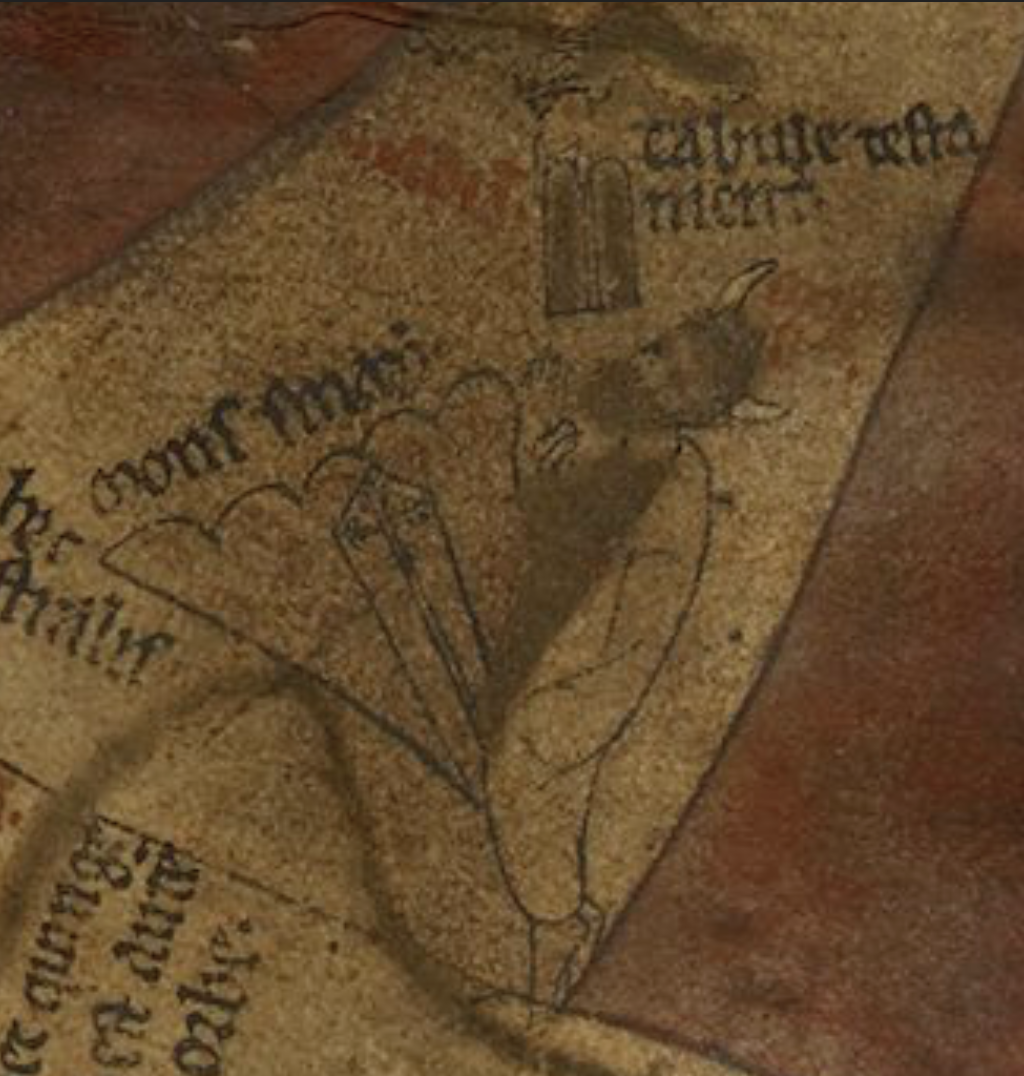
Moisés com chifres no Mapa-Múndi de Hereford

Na arte cristã da Idade Média que retrata Moisés com chifres, isso às vezes é feito para retratá-lo em glória, como um profeta e precursor de Jesus, mas também em contextos negativos, especialmente sobre os contrastes paulinos entre fé e lei; a iconografia não era clara. A historiadora de arte Debra Strickland identifica o Moisés com chifres no Hereford Mappa Mundi como um exemplo abertamente antissemita, que ela argumenta estar associado à redefinição da história do Êxodo como uma defesa da Expulsão dos Judeus da Inglaterra em 1290. Às vezes, Moisés aparece na representação da Ecclesia e Synagoga.
A historiadora de arte Ruth Mellinkoff especulou que, embora os chifres de Moisés na origem não estivessem de forma alguma associados aos do Diabo, os chifres podem, no entanto, ter desenvolvido uma conotação negativa com o desenvolvimento do sentimento antijudaico no período medieval posterior.  Bertman concorda que a percepção medieval de Moisés com chifres teria agido para criar associações entre Moisés e demônios. As associações entre judeus e demônios nas imagens antissemitas cristãs eram fortes, e os judeus às vezes eram retratados como tendo chifres. Os chapéus judeus obrigatórios na França e em outros lugares eram conhecidos como pileus cornutus (chapéu com chifres) e os emblemas impostos por Filipe III da França parecem ter incorporado um chifre. Também é possível que a figura com chifres de Moisés tenha servido como um meio de reforçar a crença de que os judeus tinham chifres. Em qualquer caso, tais associações na imaginação popular teriam, na visão de Bertman, Mellinkoff e Strickland, anulado preocupações teológicas ou outras. No final, Moisés era judeu, podia ser associado a homólogos contemporâneos e as mesmas ideias negativas podiam ser aplicadas a ambos.
As peças religiosas funcionavam como um meio importante para a disseminação de ideias teológicas. As representações teatrais de Moisés podem tê-lo apresentado comumente com chifres. Embora as instruções de palco para ele ter chifres sejam encontradas em apenas uma peça preservada, também pode ser que fosse uma expectativa tão normal que seria considerado desnecessário declarar; e as próprias instruções de palco são relativamente incomuns. As peças mais comumente conhecidas que apresentam Moisés são baseadas no texto de Santo Agostinho Contra Judaeos, Paganos,
et Arianos Sermo de Symbolo (Sermão do Símbolo contra os judeus, os pagãos e os arianos) no qual Moisés e outros profetas do Antigo Testamento servem como testemunhas para persuadir os judeus de seu erro em persistir com suas crenças.

## Arte da Renascença e posterior

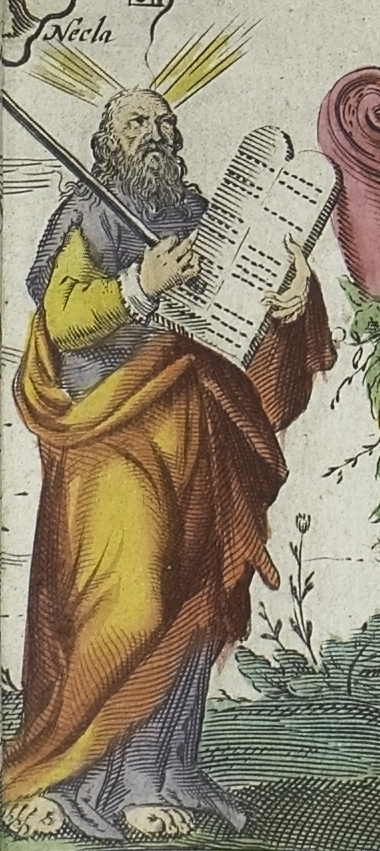
Com raios, Cajado de Moisés e as tábuas com os Dez Mandamentos, metade do século XVII

As representações mais conhecida de Moisés com chifres datam dessa época, no Moisés de Michelangelo. Seus elementos foram extensamente discutidos, incluindo por Sigmund Freud. A figura é vista em termos positivos, enquanto possui um elemento demótico. A historiadora da arte Jennifer Moisés argumentou que a estátua e o ápice da tradição de Moisés com chifres, misturando elementos animais e humanos para apresentar o divino.
A partir do século XVI, as representações de Moisés com chifres diminuíram. Com a Renascença, o estudo bíblico desenvolveu-se, baseado na crença de que "chifrudo" era uma tradução errônea, e os chifres foram abandonados da arte, frequentemente substituídos por dois feixes de raios de luz, brotando das mesmas partes da cabeça. Moisés é retratado inúmeras vezes no ciclo de afrescos da Vida de Moisés na Capela Sistina de 1481-82, todos sem chifres, mas nas últimas três cenas, depois de receber os Mandamentos, ele recebe raios de luz; a Descida do Monte Sinai é a primeira delas.
O Cajado de Moisés, que é mencionado pela primeira vez na Bíblia durante o relato do episódio da Sarça ardente, e em cenários icônicos as tábuas com os mandamentos, tornam-se seus atributos normais com ou sem os raios ou chifres, e junto com uma figura imponente e longa barba branca, geralmente o tornam reconhecível mesmo em cenas com várias pessoas. Outro exemplo bem conhecido é a estátua de 1544 na fonte Mosesbrunnen em Berna, na Suíça, com os raios de luz adicionados em metal dourado. A apresentação de Moisés com raios de luz refletia a visão usual na literatura rabínica dessa época.
A representação de Moisés com raios de luz permaneceu comum até o século XIX, por exemplo, nas ilustrações bíblicas de Gustave Doré (1866). A Bíblia diz que a aparência de Moisés havia mudado quando ele retornou de seu longo encontro com Deus no Monte Sinai, uma mudança representada na arte pelos "chifres" ou raios. Logicamente, em imagens narrativas ele só deveria ter sido mostrado com estes visíveis a partir deste ponto de sua vida em diante, mas os artistas nem sempre seguiam isso e ele era frequentemente mostrado com eles em episódios anteriores. No século XIX, algumas imagens do bebê Moisés em cenas do Encontro de Moisés e Moisés nos Juncos mostram os raios (uma ideia com apoio do Midrash).
Um Moisés com chifres tardio, da década de 1890, é a estátua de bronze de Charles Henry Niehaus no salão da Biblioteca do Congresso, Edifício Thomas Jefferson, em Washington D.C.